# Fügen
Fügen è un comune austriaco di 4 029 abitanti nel distretto di Schwaz, in Tirolo. Si trova nella Zillertal.